# Fenfluramina
La fenfluramina è un derivato amfetaminico. Dal punto di vista del profilo farmacologico è un agonista serotoninergico e agisce inibendo la ricaptazione della serotonina a livello dei terminali sinaptici.
È un anoressizzante che agisce promuovendo il senso di sazietà. Con il termine fenfluramina si intende il racemo, cioè l'insieme dei due stereoisomeri.
L'isomero destrogiro è la dexfenfluramina, che ha una più specifica affinità verso i centri della sazietà rispetto al racemo. Usato per anni per la cura dell'obesità, è stato poi sospeso dal commercio a causa di una sospetta correlazione con casi di ipertensione polmonare e danni alle valvole cardiache.